# Ateuchus semicribratum
Ateuchus semicribratum är en skalbaggsart som beskrevs av Edgar von Harold 1868. Ateuchus semicribratum ingår i släktet Ateuchus och familjen bladhorningar. Inga underarter finns listade.